# آتیمیس
آتیمیس (به ایتالیایی: Attimis) یک کومونه در ایتالیا است که در استان اودینه واقع شده‌است.

## خصوصیات
آتیمیس ۳۳٫۳ کیلومترمربع مساحت و ۱٬۹۰۹ نفر جمعیت دارد و ۱۳۳ متر بالاتر از سطح دریا واقع شده‌است.